# 복수초
복수초(福壽草)는 미나리아재비과에 속하는 여러해살이풀이다.
동부 시베리아와 전국 각지의 산에서 자란다. 키는 20~30 센티미터 정도이고, 잎은 잘게 갈라진다. 2~3월에 꽃이 핀다. 얼음을 뚫고 나와 봄을 부른다. 5월에 다른 식물들이 막 신록을 뽐낼 때, 복수초는 휴면에 들어간다. 꽃은 줄기 끝에 한 개씩 달리며, 지름 3~4 센티미터 정도이고 노란색이며 꽃잎은 20~30장 정도로 많다.

## 이름
‘복수초’라는 이름은 일본식 한자명을 그대로 가져온 것으로, 한국식으로 지었다면 수복강녕을 의미하는 ‘수복초’가 되었을 것이다. 꽃이 황금색 잔처럼 생겼다고 측금잔화(側金盞花)라고도 부르고, 설날에 핀다고 원일초(元日草), 눈 속에 피는 연꽃 같다고 설연화(雪蓮花), 쌓인 눈을 뚫고 나와 꽃이 피면 그 주위가 동그랗게 녹아 구멍이 난다고 눈색이꽃, 얼음새꽃이라도 부른다. 강원도 횡성에서는 눈꽃송이라고 부른다.

## 특징
깊은 산의 숲 속에서 자라는 여러해살이풀로 짧고 굵은 뿌리줄기에는 흑갈색의 잔뿌리가 많다. 줄기는 10~25cm높이로 털이 없으나 간혹 윗부분에 털이 조금 나기도 한다. 밑 부분의 잎은 막질로서 줄기를 둘러싼다. 이른 봄에 줄기 끝에 한 송이의 노란색 꽃이 잎보다 먼저 핀다.
한방에서는 복수초를 강심제 및 이뇨제로 사용한다. 그러나 잎이나 줄기, 뿌리는 물론 꽃에도 독성이 있으니 함부로 복용해서는 안된다.

## 재배 및 관리
물빠짐이 좋은 밝은 그늘이나 양지에 심는다. 화분에 심을 때는, 뿌리가 길게 자라므로 다소 깊은 화분에, 물빠짐이 좋고 통기가 잘 되도록 산모래에 부엽토를 20~30퍼센트 섞은 용토에 심는다. 겨울과 꽃이 피는 동안은 물을 적게 주고, 생육기에는 물을 충분히 주되 과습해서는 안된다.

## 사진

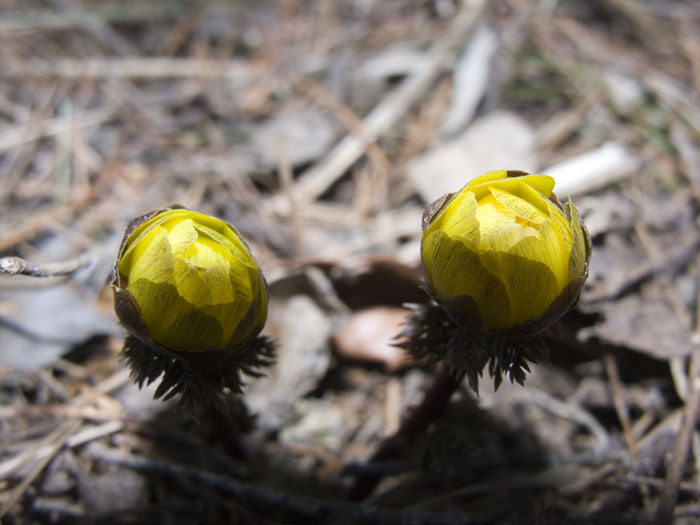
꽃봉오리
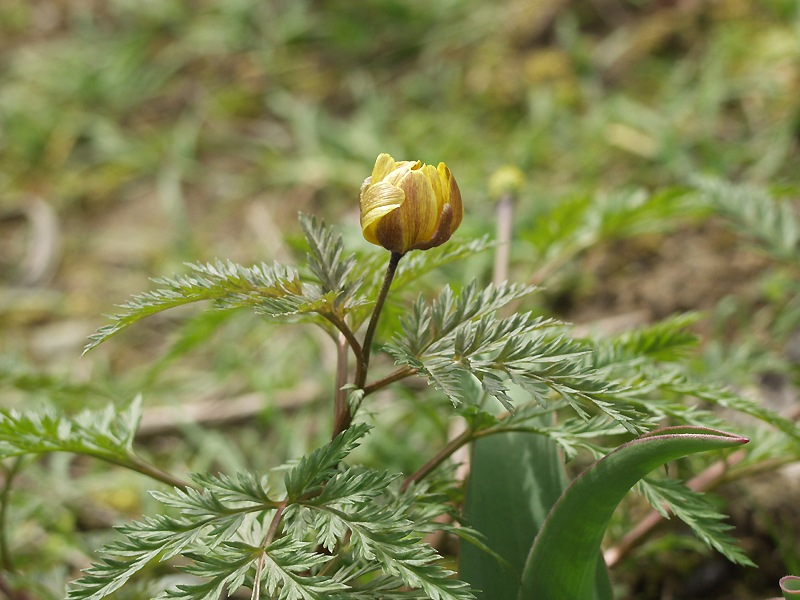
꽃봉오리 아래 잎
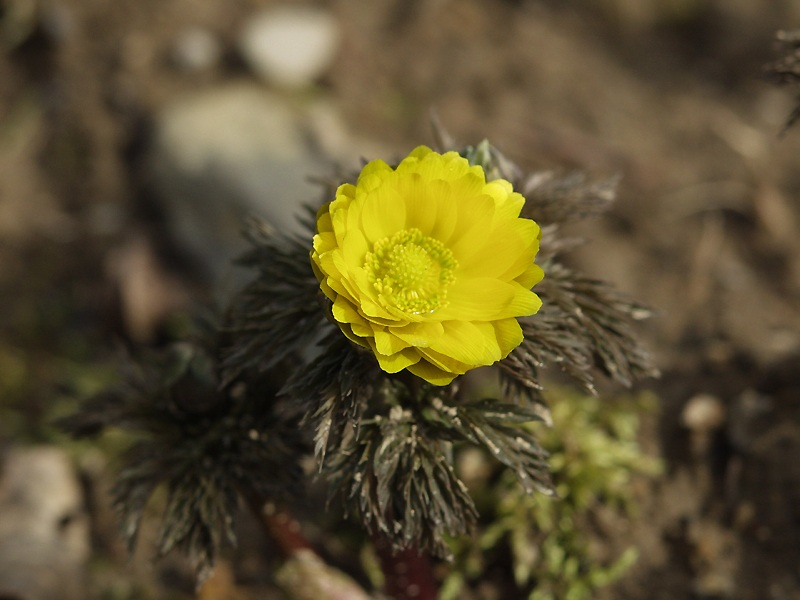
꽃

## 문학 속의 복수초
| “ | 노란 꽃 복수초를 보았다 눈 속에서도 피어나는, 처절하다는 생각이 순간 떠오르는 것이지 복이 들어온다는데 그토록 눈부신 빛이 처절했다니 이면, 그래 눈부신 것 속에는 눈물겨움이 있지 그건 팽팽한 긴장이야 마른 풀잎들 사이 몸을 사린 채 어린 쑥들이 삐죽거렸다 … | ” |
|   | — 박남준.〈무서운 추억〉,《다만 흘러가는 것들을 듣는다》(문학동네, 2000) |   |

## 음악 속의 복수초
서태지 정규 8집 Seotaiji 8th Atomos의 타이틀 곡 '아침의 눈'의 뮤직비디오에서 나오는 노란 꽃은 복수초다.
8집 전국투어 'Moebius'에서 '아침의 눈'을 부른 후 이 꽃의 이미지를 대형 스크린에 표시하기도 했다.